# NGC 4032
NGC 4032 (również PGC 37860 lub UGC 6995) – galaktyka spiralna (SAc), znajdująca się w gwiazdozbiorze Warkocza Bereniki. Odkrył ją William Herschel 27 kwietnia 1785 roku.